# Catoria
Catoria is een geslacht van vlinders van de familie spanners (Geometridae), uit de onderfamilie Ennominae.

## Soorten
- C. camelaria Guenée, 1858
- C. cinygma Prout, 1929
- C. contraria Walker, 1860
- C. delectaria Walker, 1866
- C. halo Prout, 1929
- C. hemiprosopa Turner, 1904
- C. kalisi Prout, 1937
- C. linearia Warren, 1907
- C. lucidata Warren, 1905
- C. misticia Prout, 1929
- C. olivescens Moore Moore, 1888
- C. parva Butler, 1887
- C. saturata Prout, 1929
- C. subalbata Warren, 1905
- C. sublavaria Guenée, 1857
- C. tamsi Prout, 1929